# Diaperoforma californica
Diaperoforma californica is een mosdiertjessoort, de plaatsing in een familie is nog onzeker. De wetenschappelijke naam van de soort werd in 1852 voor het eerst geldig gepubliceerd door Alcide d'Orbigny.